# レイロ

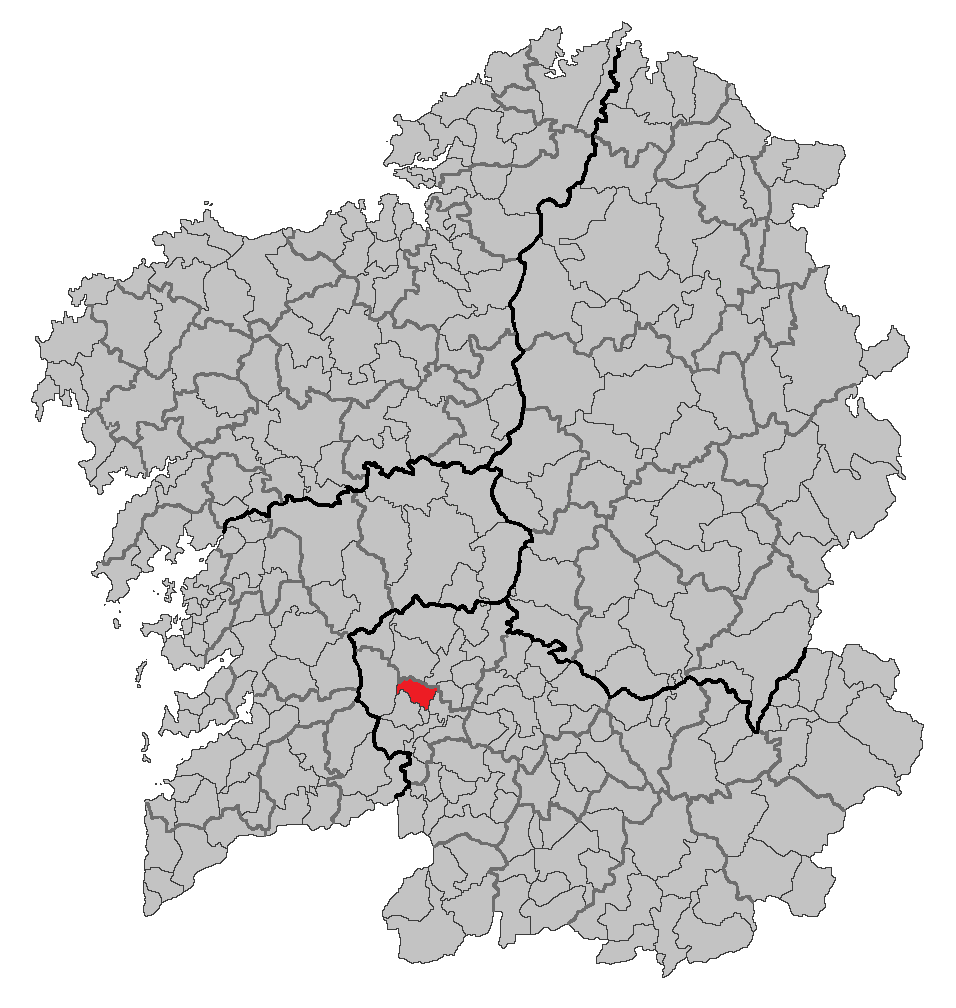
ガリシア州内の位置

レイロ（Leiro）はスペイン、ガリシア州、オウレンセ県の自治体で、コマルカ・ド・リベイロに属する。ガリシア統計局によると、2013年の人口は1,724人（2010年：1,833人、2003年：1,967人、2004年：1,940人、2009年：1,793人）で、基本的に減少傾向にある。
ガリシア語話者の自治体住民に占める割合は97.03％（2001年）。

## 地理
レイロはオウレンセ県の西部に位置し、コマルカ・ド・リベイロに属する。北はボボラスとオ・カルバジーニョと、東はサン・アマーロとセンジェと、南はベアーデとカルバジェーダ・デ・アビアと、西はアビオンの各自治体と隣接、中心地区はレイロ教区のレイロ地区。
レイロはリバダビア司法管轄区に属す。

### 人口
人口は9の教区の37の地区（集落）に居住する。
| レイロの人口推移 1900－2010                             |
|                                                         |
| 出典:INE（スペイン国立統計局）1900年 - 1991年、1996年 - |

## 歴史
6世紀にはすでにこの地に農業を基盤とした共同体が存在していたとされる。928年にはアルバロ、サビータなどの伯爵によってアビア川のほとりにベネディクト会のサン・クローディオ修道院（Mosteiro de San Clodio de Leiro）が建立されている。13世紀にはシトー会に組み入れられ、この時代もっとも繁栄した。19世紀にメンディサバルの永代所有財産解放令によって解放された。
また、ベラン、ラマス、セランテス、オレーガ地区はリバダビア伯爵の所領で、ゴマリス地区はサンタ・マリーア・デ・ソブラード・デ・モンシェス修道院（Mosteiro de Santa María de Sobrado dos Monxes）に属していた。

## 政治
自治体首長はガリシア国民党（PPdeG）のフランシスコ・ホセ・フェルナンデス・ペレス（Francisco José Fernández Pérez）、自治体評議員はガリシア国民党：5、ガリシア社会党（PSdeG-PSOE）：2、レイロ無所属グループ：1、ガリシア民族主義ブロック（BNG）：1となっている（2011年5月22日の自治体選挙結果、得票順）。
| 1999年6月13日自治体選挙 |        |        |          |
| 政党                    | 得票数 | 得票率 | 獲得議席 |
| PPdeG                   | 996    | 70.29% | 9        |
| BNG                     | 167    | 11.79% | 1        |
| PSdeG-PSOE              | 145    | 10.23% | 1        |
| AP                      | 101    | 7.13%  | 0        |

| 2003年5月25日自治体選挙 |        |        |          |
| 政党                    | 得票数 | 得票率 | 獲得議席 |
| PPdeG                   | 896    | 65.07% | 8        |
| PSdeG-PSOE              | 251    | 18.23% | 2        |
| BNG                     | 212    | 15.40% | 1        |

| 2007年5月27日自治体選挙 |        |        |          |
| 政党                    | 得票数 | 得票率 | 獲得議席 |
| PPdeG                   | 814    | 60.57% | 6        |
| PSdeG-PSOE              | 346    | 25.74% | 2        |
| BNG                     | 175    | 13.02% | 1        |

| 2011年5月22日自治体選挙 |        |        |          |
| 政党                    | 得票数 | 得票率 | 獲得議席 |
| PPdeG                   | 718    | 54.23% | 5        |
| PSdeG-PSOE              | 255    | 19.26% | 2        |
| AIL                     | 218    | 16.47% | 1        |
| BNG                     | 121    | 9.14%  | 1        |

## 史跡・名所
自治体内には6世紀創設のサン・クローディオ修道院がある。この修道院は現在4つ星ホテルとして利用されている。
ロマネスク建築としては、ゴシック様式の飾り天蓋をもつサンタ・マリーア・デ・ラマス、サン・トメ・デ・セランテスの教区教会、16世紀のゴシック様式のファサードをもつゴマリスとレボセンデの教会などがある。サン・ブレイショ・デ・ベラン教会は18世紀のバロック建築の教会で、レイロ教区のサン・ペドロ礼拝堂は17世紀中葉のものである。

## 教区
レイロは9の教区に分けられる。太字は自治体中心地区のある教区。
- ベラン（サン・ブレイショ）
- ビエイテ（サント・アドラーオ）
- ゴマリス（サンタ・マリーア）
- ラマス（サンタ・マリーア）
- レボセンデ（サン・ミゲル）
- レイロ（サン・ペドロ）
- オレーガ（サン・ショアン）
- サン・クローディオ（サンタ・マリーア）
- セランテス（サン・トメ）